# 铱星通讯
铱星通讯公司（英語：Iridium Communications Inc.，原名铱星公司）是一家美国上市公司，主业为卫星通信，最初在摩托罗拉的支持下成立于1998年，但在短短九个月后便破产，服务亦于2000年终止。后来，在美国政府的帮助下，铱星服务于2001年被新成立的铱星公司重新启动。其现今运营着由80颗卫星（其中66颗为活跃卫星，其余14颗为在轨备用卫星）组成的铱星卫星星系，向各类卫星通信终端提供全球范围内的语音和数据通信服务，同时也对在支持范围内的普通移动电话提供双向卫星通讯服务。

## 歷史
铱星系统从1990年代开始构思，于1998年11月1日開始服务。但由于当时市场上并没有足够的需求，因此於1999年进行破产重组。
时任美國副總統的阿尔·戈尔打出第1通銥衛星電話。
由於使用率不高造成銥衛星計畫的財務困難。使用率不高的原因部份是因為地面上的行動電話（例如GSM）系統覆蓋率升高，和愈來愈普遍的國際漫遊服務造成極大的競爭壓力。雖然銥衛星提供全球性的通訊服務，但昂貴的通訊費用也造成使用率無法提升。此外與地面上行動電話相比，笨重昂貴的衛星手機也讓使用者感到不便。

## 現在狀態
由於美國國防部對通訊的需求，因此銥衛星被美國國防部廣泛的使用中，目前有關國防部的通訊皆由美國夏威夷美國國防部專用的閘道來聯絡，而一般商業語音、數據、傳呼通訊則由亞利桑那州的閘道來進行。典型的銥衛星使用者包含航海人員、航空人員、政府機關、石化工業、科學家和經常旅行者。目前的銥衛星營運公司宣稱直到2005年12月31日為止大約有142,000位客戶，這比起2004年12月31日大約增加了24%，2005年營收也比2004年增加了55%。
由普通電話打到衛星手機費用大約每分鐘3到14美元，由銥衛星打到普通電話大約每分鐘1.5美元，銥衛星手機網內互打每分鐘少於1美元。銥衛星和其他衛星電話一樣由於語音被壓縮因此很容易被受話者辨認出來，語音會明顯延遲。銥衛星的通訊速率只有2400波特每秒，因此語音資料必須大幅度的壓縮。語音編碼採用所謂的Advanced Multi-Band Excitation。

## 第二代铱星系统 (Iridium Next)
铱星公司开发的第二代铱星系统被命名为Iridium Next，同样由66颗卫星组成，此外还有9颗规定冗余卫星，以及6颗地面冗余。2017年至2019年间，与SpaceX合作将75颗卫星发射入轨。於2022年，剩余的6颗地面冗余中的5颗也列入发射计划。铱卫星发射批次如下：
| 批次 | 铱星总数 | 日期           | 发射火箭        | 发射地点         | 备注   |
| ---- | -------- | -------------- | --------------- | ---------------- | ------ |
| 1    | 1-10     | 2017年1月14日  | 獵鷹9號全推力版 | 范登堡太空軍基地 | [ 8 ]  |
| 2    | 11-20    | 2017年6月25日  | 獵鷹9號全推力版 | 范登堡太空軍基地 | [ 9 ]  |
| 3    | 21-30    | 2017年10月9日  | 猎鹰9号Block 4  | 范登堡太空軍基地 | [ 10 ] |
| 4    | 31-40    | 2017年12月23日 | 獵鷹9號全推力版 | 范登堡太空軍基地 | [ 11 ] |
| 5    | 41-50    | 2018年3月30日  | 猎鹰9号Block 4  | 范登堡太空軍基地 | [ 12 ] |
| 6    | 51-55    | 2018年5月22日  | 猎鹰9号Block 4  | 范登堡太空軍基地 | [ 13 ] |
| 7    | 56-65    | 2018年7月25日  | 獵鷹9號Block 5  | 范登堡太空軍基地 | [ 14 ] |
| 8    | 66-75    | 2019年1月11日  | 獵鷹9號Block 5  | 范登堡太空軍基地 | [ 15 ] |
| 9    | 76-80    | 暂定2024年     |                 | 范登堡太空軍基地 | [ 16 ] |

## 衛星碰撞事件
第一代铱星系统中的一颗卫星（铱33），於2009年2月10日16时55分（世界標準時），在西伯利亞上空与俄罗斯一颗1993年发射的、现已报废的卫星相撞报废。这是历史上首次卫星相撞事故。

## 外部連結
- Iridium Satellite LLC （页面存档备份，存于）
- Iridium flare predictions based on geographic location （页面存档备份，存于）
- IridiumFlares prediction software （页面存档备份，存于）
- Video of an Iridium flare
- Iridium information from Lloyd's satellite constellations （页面存档备份，存于）
- So how do you order Iridium satellite service? （页面存档备份，存于） (CNN)
- Technical success and economic failure (MIT)